# Bactrocera rufivitta
Bactrocera rufivitta is een vliegensoort uit de familie van de boorvliegen (Tephritidae). De wetenschappelijke naam van de soort werd voor het eerst geldig gepubliceerd in 2011 door Drew.